# 自游家
自游家（Niutron）是牛电科技联合创始人李一男于2021年12月15日创立的中国电动汽车品牌。总部位于北京市，设计中心位于上海市。 

## 历史
自游家于2021年12月15日成立。 当天该公司發佈首款电动汽車自游家 NV。  該公司還获得国际数据集团、Coatue Management等机构的5亿美元融资。
自游家与大乘汽车达成制造协议，NV 将在大乘的常州汽车厂生产。2021年底，有报道称自游家正在就直接收购大乘的常州工厂进行谈判。
在与大乘汽车签订合同制造协议后， 自游家将其工程办公室迁至常州，並计划于2022年春季开始生产。然而，在又一波新冠疫情封锁之后，官方宣布的交货日期推遲到9月。2022年12月，自游家宣布，该公司的首款电动汽車自游家 NV无法交付，所以将在48小时内向超过24,000名預定者全额退款。 
2023年6月， 自游家 NV 重出江湖。